# Anatoli Evtouchenko
Anatoli Nikolaïevitch Evtouchenko (en russe : Анатолий Николаевич Евтушенко, en anglais : Anatoli Yevtushenko), né le 1er septembre 1934 à Gorlovka en URSS, aujourd'hui en Ukraine, est un joueur puis entraîneur de handball soviétique. 
A la tête de l'équipe nationale d'URSS pendant plus de 20 ans, il a notamment remporté l'or olympique en 1976 et en 1988 et le titre de champion du monde en 1982. Il était également l'entraîneur du club soviétique du MAI Moscou, l'un des meilleurs clubs soviétique et européen des années 1970.

## Palmarès d'entraîneur

### Sélection nationale
Sauf précision, le palmarès a été acquis avec l'URSS.
 Jeux olympiques
- Médaille d'or aux Jeux olympiques de 1976 à Montréal
- Médaille d'argent aux Jeux olympiques de 1980 à Moscou
- Médaille d'or aux Jeux olympiques de 1988 à Séoul
- 12e place aux Jeux olympiques de 1996 à Atlanta (avec le Koweït)

Championnats du monde
- Médaille d'argent au Championnat du monde 1978
- Médaille d'or au Championnat du monde 1982
- Médaille d'argent au Championnat du monde 1990

Championnats d'Asie
- Médaille d'or au Championnat d'Asie 1995 (en) (avec le Koweït)

Compétitions de jeunes
- Médaille d'or du Championnat du monde des étudiants en 1968

### Clubs
Sauf précision, le palmarès a été acquis avec le MAI Moscou.
- Coupe d'Europe des clubs champions (C1)
  - Vainqueur (1) : 1973
  - Finaliste en 1974
- Coupe d'Europe des vainqueurs de Coupe (C2)
  - Vainqueur (2) : 1977, 1991 (avec TSV Milbertshofen)
  - Finaliste en 1992 (avec TSV Milbertshofen)
- Championnat d'Union soviétique[réf. nécessaire] : 
  - Vainqueur (7) : 1968, 1970, 1971, 1972, 1974, 1975
  - Deuxième (8) : 1961, 1969, 1973, 1976, 1977, 1978, 1979, 1980

- Vainqueur du Challenge Marrane (2) : 1980, 1981